# Flamur Kastrati
Flamur Kastrati (* 14. November 1991 in Oslo) ist ein norwegisch-kosovarischer Fußballspieler auf der Position des Stürmers.

## Karriere

### Verein
Bereits im Alter von 16 Jahren war er einer der Schlüsselspieler bei Skeid Oslo. Er erzielte sechs Tore in 20 Spielen und stieg mit dem Verein in die 2. Liga Norwegens auf. 2009 unterschrieb er einen Vertrag beim niederländischen Verein Twente Enschede. Dort sammelte er Spielpraxis in Freundschaftsspielen und in der Nachwuchsmannschaft des Vereins. In der Winterpause der Saison 2010/11 wechselte Kastrati auf Leihbasis zum damaligen deutschen Zweitligisten VfL Osnabrück. Am 16. Januar 2011 erzielte er in seinem ersten Spiel bei der 1:4-Niederlage gegen den MSV Duisburg sein erstes Tor für die Niedersachsen.
Beim Liga-Spiel am 13. März 2011 gegen Energie Cottbus verletzte sich Kastrati nach einem Kopfballduell mit Markus Brzenska schwer. Er wurde minutenlang regungslos auf dem Platz behandelt und anschließend mit dem Rettungswagen ins Krankenhaus transportiert. Nachdem Schiedsrichter Marc Seemann trotz der Forderung von Spielern und Fans, die Partie abzubrechen, das Spiel wieder freigegeben hatte und zwölf Minuten verbleibende Nachspielzeit angezeigt waren, verständigten sich beide Teams darauf, keine Angriffe mehr zu starten, sondern den Ball nur noch hin und her zu schieben. Eine MRT-Untersuchung in einem Cottbuser Krankenhaus ergab keine Auffälligkeiten. Am Tag nach dem Unfall stellten die behandelnden Ärzte ein Schädel-Hirn-Trauma und ein Wirbelsäulentrauma fest. Bereits am 1. April 2011 gab er sein Comeback gegen den Karlsruher SC (2:2) und erzielte den Treffer zum 1:1.
Zur Saison 2011/12 verließ Kastrati Twente Enschede und unterschrieb einen Dreijahresvertrag beim MSV Duisburg. Im Januar 2013 verpflichtete ihn der FC Erzgebirge Aue mit einer Vertragslaufzeit bis Ende Juni 2015. Bereits nach einem halben Jahr wurde der Vertrag wieder aufgelöst. Der Stürmer kehrte nach Norwegen zurück und schloss sich Strømsgodset IF an. Im August 2016 wechselte er für ein knappes halbes Jahr zum Ligakonkurrenten Aalesunds FK. Von Anfang 2017 bis August 2018 spielt er bei Sandefjord Fotball, ehe er sich Ligarivale Kristiansund BK anschloss.
Ende Oktober 2020 beleidigte Kastrati im Ligaspiel gegen Valerenga IF deren Trainer Dag-Eilev Fagermo homophob als „verdammte Schwuchtel“. 2021 wechselte er zum Konkurrenten Odds BK.

### Nationalmannschaft
Kastrati durchlief einige Jugendauswahlmannschaften des norwegischen Fußballverbandes. Am 5. März 2014 debütierte er beim ersten offiziellen Länderspiel der kosovarischen Auswahl bei einem 0:0 im Freundschaftsspiel gegen Haiti. Ebenso spielte er beim ersten Spiel des Kosovo als FIFA-Mitglied am 3. Juni 2016 gegen die färöische Fußballnationalmannschaft, das mit 2:0 gewonnen wurde.